# Примыкание (лингвистика)
Примыка́ние — одна из разновидностей подчинительной синтаксической связи (наряду с согласованием и управлением), не проявляющаяся в обусловливании главным словом определённой формы зависимого, поскольку зависимый элемент неизменяем, и выражаемая лишь порядком слов и интонацией.
В качестве зависимых при примыкании выступают слова неизменяемых частей речи и формы слов: наречие (рус. быстро бежит), в том числе в сравнительной степени (мчаться быстрее), инфинитив (привычка курить), деепричастие (говорить не переставая), неизменяемое прилагательное (цвет беж), прилагательное в простой сравнительной степени (быть умнее), притяжательное местоимение третьего лица (его семья).
Термин «примыкание» характерен прежде всего для русской языковедческой традиции, поскольку в русском языке данное явление отчётливо противопоставлено согласованию и управлению.

## Общая характеристика
Как и управление, примыкание может быть сильным или слабым. При сильном примыкании лексико-грамматические свойства главного слова таковы, что примыкающее зависимое при нём необходимо (учиться говорить, броситься спасать, становиться умнее); при слабом примыкании зависимое необязательно: быстро идти.
Главным словом при примыкании признаётся то, которое способно изменяться, а в случае неизменяемости обоих компонентов словосочетания — то, которое может употребляться без другого (к примеру, в рус. очень быстро зависимым является первый компонент).
Примыкание (преимущественно слабое) обладает способностью к варьированию зависимых форм: читать ночами — читать по ночам, работать дома — работать на дому). В некоторых случаях сильнопримыкающее слово может заменяться сильноуправляемым: начать играть — начать игру.

## Падежное примыкание
Согласно одной из точек зрения, в русском языке наряду с собственно примыканием возможно падежное примыкание, при котором в качестве зависимого выступает существительное в косвенном падеже. О падежном примыкании говорят, если зависимое имя выражает обстоятельственное (сидеть дома из-за дождя, работать до вечера) или определительное (юбка в клетку, приезд отца) значение, а форма зависимого никак не предопределяется главным словом.